# Love Scenes (álbum de Diana Krall)
Love Scenes es el cuarto álbum de la pianista y cantante de Jazz canadiense Diana Krall, editado en 1997.

## Listado de canciones
1. "All or Nothing at All" (Arthur Altman, Jack Lawrence) – 4:35
2. "Peel Me a Grape" (Dave Frishberg) – 5:52
3. "I Don't Know Enough About You" (Dave Barbour, Peggy Lee) – 4:01
4. "I Miss You So" (Jimmy Henderson, Sydney Robin, Bertha Scott) – 4:42
5. "They Can't Take That Away from Me" (George Gershwin, Ira Gershwin) – 5:39
6. "Lost Mind" (Percy Mayfield) – 3:48
7. "I Don't Stand a Ghost of a Chance With You" (Bing Crosby, Ned Washington, Victor Young) – 6:14
8. "You're Getting to Be a Habit With Me" (Al Dubin, Harry Warren) – 2:14
9. "Gentle Rain" (Luiz Bonfá, Matt Dubey) – 4:55
10. "How Deep Is the Ocean (How High Is the Sky)" (Irving Berlin) – 4:45
11. "My Love Is" (Billy Myles) – 3:26
12. "Garden in the Rain" (James Dyrenforth, Carroll Gibbons) – 4:56
13. "That Old Feeling" (Lew Brown, Sammy Fain) - 2:32

## Músicos
- Diana Krall - Piano y voz
- Russell Malone - Guitarra
- Christian McBride - Bajo

- Datos: Q1755839